# عملیات هیملر

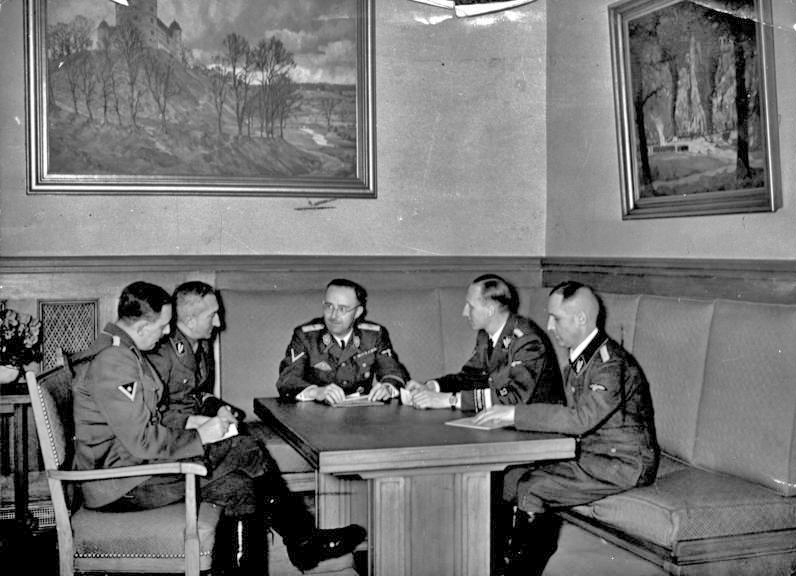
از چپ به راست: فرانس جوزف هابر، آرتور نبه و سه برنامه‌ریز اصلی عملیات هیملر: هاینریش هیملر، راینهارد هایدریش و هاینریش مولر.

عملیات هیملر (گاهی با عنوان عملیات کنسرو) یک پروژهٔ پرچم دروغین بود که در سال ۱۹۳۹ توسط آلمان نازی و با هدف ظاهرسازی خشونت لهستان علیه آلمان اجرا شد. این عملیات زمینه‌ساز تهاجم به لهستان بود. در این عملیات، نیروها به‌صورتی دروغین به خود حمله می‌کردند و برای این کار از مردم عادی یا زندانیان اردوگاه‌های کار اجباری بهره می‌گرفتند.